# Серпопард
Серпопа́рд (серпард) — название мифического животного, с телом льва (или леопарда) и змеиной шеей, применяемое некоторыми современными исследователями. Известно из изображений на древнеегипетских, месопотамских и эламитских артефактах.
Термин не использовался в оригинальных текстах, и его интерпретация применяется только в последнее время.
Изображение серпопарда характерно для декора косметических и культовых палеток додинастического периода Древнего Египта. Образ также широко применялся в дизайне цилиндрических печатей в эпоху Урук в Месопотамии (ок. 3500—3000 до н. э.).
Животное в целом можно классифицировать как представителя кошачьих. Оно имеет характерные для кошачьих черты хвоста, туловища и круглой ушастой головы. Характерных особенностей змеи, таких как форма языка или головы, серпопард не имеет.
Как и другие древние народы, египтяне были известны своим умением точно изображать существ, которых они наблюдают. В составных образах, созданных ими для изображения богов, хорошо узнаваемы черты животных, использованных для формирования образа.

## Изображения

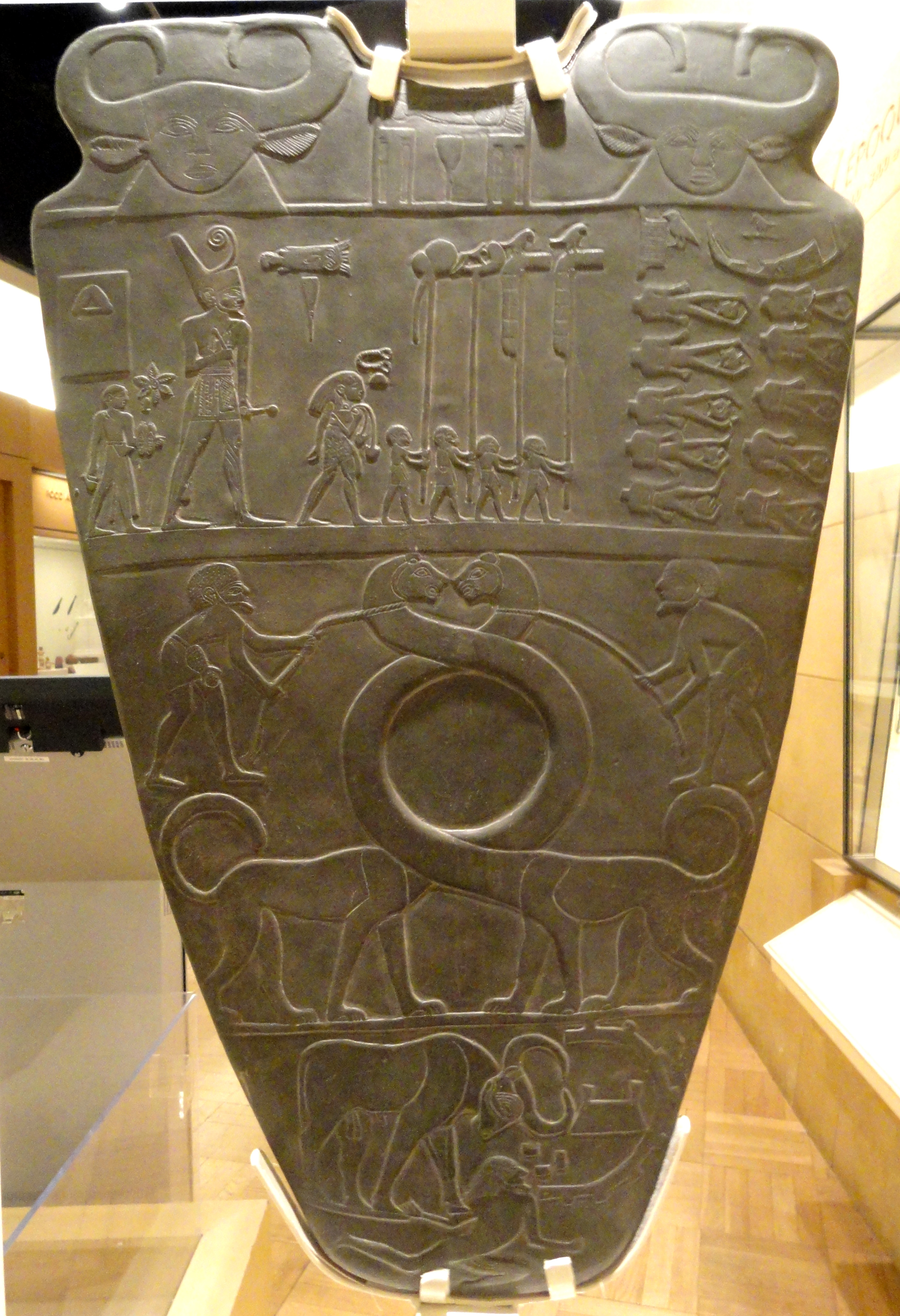
Аверс палетки Нармера

Двойственная природа этих существ — небесная и хтоническая — отображена на палетках путём размещения их фигур в форме кольца, образованного сплетением змеевидных шей. Амбивалентность образа особенно хорошо просматривается в изображении на палетке Нармера. Считается, что на палетке Нармера серпарды с переплетенными шеями могут символизировать объединение Верхнего и Нижнего Египта.
Львица играла важную роль в религиозных течениях как Верхнего, так и Нижнего Египта и представлялась в качестве животного, связанного с защитой царской династии. В поздний додинастический период уже существовал образ богини в обличье львицы, которая в письменной традиции была возлюбленной дочерью Ра, выступая под различными именами: Сехмет, Тефнут, Уаджит, Маат, Ока Ра.

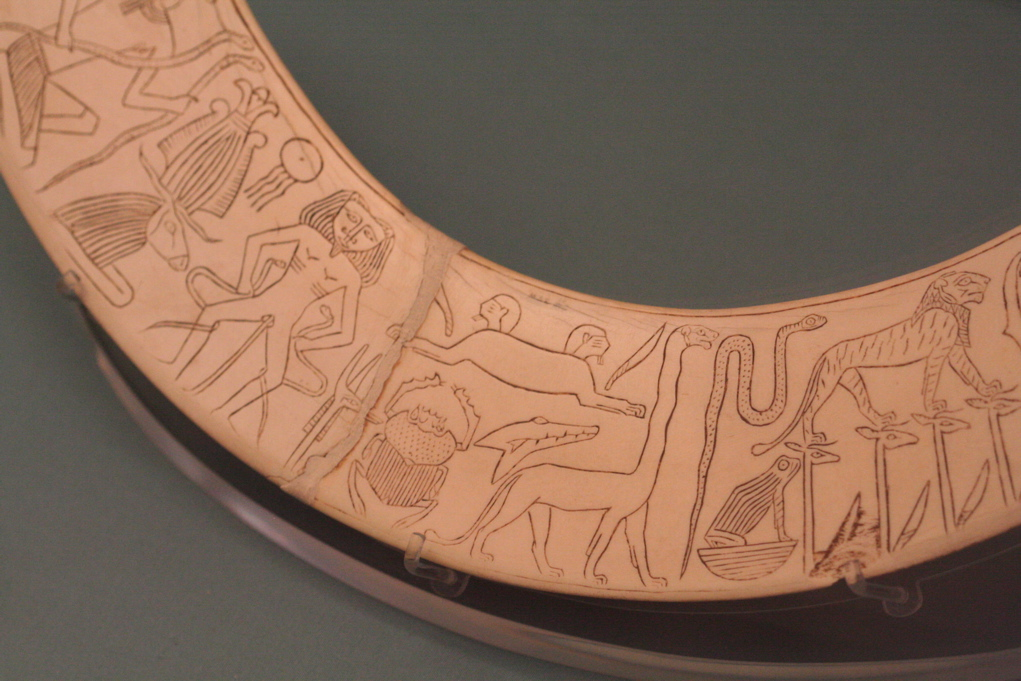
Магическая палочка (нож) из Фив для защиты матери и ребёнка. Около 1750 года до н. э.

Длинные шеи серпопардов могут быть обычным преувеличением, являющимся особенностью оформления художественного мотива.
Есть и интересные мнения, отождествляющие серпопарда с зауроподом.
В Месопотамии использование этих «змеешеих львов» и других гибридных животных являлось проявлением хтонический аспекта мифологии. Хтонические чудовища во многих религиях и мифологиях — существа, изначально олицетворявшие собой дикую природную мощь земли, подземное царство и т. д. Изображения подобных фантастических животных также известны из наследия цивилизации Элама и многих других древних культур.
Изображение серпопарда также встречается на магических защитных табличках и ножах.